# Семидомский сельсовет
Семидо́мский сельсове́т — сельское поселение в Константиновском районе Амурской области.
Административный центр — село Семидомка.

## История
30 сентября 2005 года в соответствии с Законом Амурской области № 72-ОЗ муниципальное образование наделено статусом сельского поселения.

## Население
| 2002 | 2010 | 2011 | 2012 | 2013 | 2014 | 2015 |
| ---- | ---- | ---- | ---- | ---- | ---- | ---- |
| 447  | ↘349 | →349 | ↘342 | ↗355 | ↗361 | ↘347 |
| 2016 | 2017 | 2018 | 2019 | 2020 | 2021 |      |
| ↘346 | ↘335 | ↘326 | ↘316 | ↗318 | ↗328 |      |

## Состав сельского поселения
| № | Населённый пункт | Тип населённого пункта       | Население |
| - | ---------------- | ---------------------------- | --------- |
| 1 | Семидомка        | село, административный центр | ↗328      |